# Języki yidgha-mundżi
Języki yidgha-mundżi (jidgańsko-mundżańskie) – grupa języków pamirskich  z licznymi podobieństwami konstrukcyjnymi i fonetycznymi, rozdzielonych geograficznie – używanych w Afganistanie i w Pakistanie. Mówi nimi blisko 6000 osób.

## Podział
- język mundżański
- język yidgański